# Picunches
 (mai 2015).
Si vous disposez d'ouvrages ou d'articles de référence ou si vous connaissez des sites web de qualité traitant du thème abordé ici, merci de compléter l'article en donnant les références utiles à sa vérifiabilité et en les liant à la section « Notes et références ».
Les Picunches (ce qui signifie en langue française gens du nord), est le nom utilisé pour désigner le peuple amérindien chilien aujourd'hui disparu par le métissage et appartenant au rameau septentrional du peuple Mapuche. 

## Situation et territoire
Les Picunches ou Mapuches du Pikun Mapu habitaient entre deux importants cours d'eau du Chili : le río Choapa au nord et le río Itata au sud. Leur territoire correspondait au cœur du Chili actuel. Ils vivaient ainsi au nord du territoire des Mapuches ou Araucans (nom donné aux Mapuches vivant entre les fleuves Itata et Toltén), et au sud du territoire des Diaguitas, situés quant à eux au nord du fleuve Choapa. 
Ils étaient appelés de manière diverse d'après le nom du cacique (Lonko) ou de leur situation géographique. On note ainsi les noms suivants : Picons, Quillotanes, Mapochos, Promaucas, ou encore à l'époque coloniale Tagua Tagua, Cachapoals, Cures, Maulinos et Cauquens, cette liste n'étant pas exhaustive.
Dans la zone où ils vivaient, l'eau était abondante et le climat doux.

Distribution des populations pré-hispaniques au Chili

## Histoire
Au sein de l'ethnie Picunche, les sous-groupes du nord, habitant entre le río Choapa et le río Maule, furent intégrés à l'Empire Inca. Au XVe siècle, en effet ceux-ci ont pris possession du territoire de l'actuel Chili jusqu'au Maule. 
Les Picunches disparurent de la zone centrale du Chili, non pas physiquement, mais culturellement durant le XIXe siècle, à la suite du démantèlement progressif des derniers villages Picunche, produit de la pression et des accusations, bien sûr infondées, des impitoyables latifundistes qui détenaient les terres contiguës.

## Organisation sociale
Les Picunches se répartissaient en groupes de plus ou moins 300 personnes, dans de petits établissements faits d'habitations de bois. Dans chaque habitation vivaient quelque trente personnes, dont le père, les épouses, les enfants et d'autres familiers directs.
C'étaient les hommes qui dirigeaient la famille : l'autorité maximale était détenue par le père et ensuite par le fils aîné. Uniquement en cas d'urgence, et surtout si une guerre survenait, il y avait un chef qui prenait la tête du groupe, le cacique.